# بوصلة جيولوجية
هناك عدد من البوصلات المغناطيسية (المتخصصة) المختلفة التي يستخدمها الجيولوجيون لقياس اتجاه التركيبات الجيولوجية، إذ أنها تقوم بتخطيط الحقل وتحليل (وتوثيق) هندسة أسطح الزراعة والوصلات و/أو الطبقات الرقيقة المتحولة الطبقات الرقيقة وتكون الخطوط. وفي هذا الخصوص فإن أكثر الأجهزة المستخدمة حتى تاريخه شيوعًا هو البوصلة التناظرية.

## البوصلات التناظرية
البوصلات التناظرية ذات الاستخدام العملي تجمع بين وظيفتين، وهما العثور على الاتجاه والتنقل (خاصة في المناطق البعيدة)، وكذلك القدرة على قياس عوائق وانحدار أسطح الزراعة و/أو الطبقات الرقيقة المتحولة. كما يحتاج الجيولوجيون التركيبيون (ونعني بهذا المعنيين بالهندسة ونمط الحركة النسبية) إلى قياس مدى اندفاع الخطوط واتجاهها.
تتضمن البوصلات المستخدمة بشكل شائع بوصلة برانتون وبوصلة سيلفا.
كما أن الجيولوجيين التركيبيين الأكثر تخصصًا يستخدمون بوصلة بريتهوبت بسبب سهولة استخدامها في قياس الطبقات الرقيقة والخطوط.
تعتبر «بوصلة فريبرج» مشابهة، ولكن ينقصها عيب يتمثل في أن الإبرة ليست رطبة. وبالتالي فمن الممكن فقد قدر كبير من الوقت في انتظار استقرار البوصلة.
تعتبر بوصلة بريتهوبت  واحدة من أكثر البوصلات المغناطيسية المتخصصة المتاحة، وتستخدم في الجيولوجيا التركيبية. من النظرة الأولى يبدو الأمر محيرًا للمستخدم الجديد، إذ أن الأرقام الموجودة على قرص البوصلة تزيد في عكس اتجاه عقارب الساعة. هذا لأن البوصلة تستخدم لتحديد انخفاض الأسطح واتجاه هذا الانخفاض (الطبقات الرقيقة)، واندفاع الخطوط واتجاه اندفاعها (الخطوط). لاستخدام الكاميرا يقوم الشخص بمحاذاة غطاء البوصلة مع اتجاه السطح المطلوب قياسه (للحصول على الانغمار واتجاهه)، أو محاذاة حافة غطاء البوصلة مع اتجاه الخط (للحصول على الاندفاع واتجاه الاندفاع). يجب ثني البوصلة بحيث تصبح قاعدتها أفقية، كما يتم إكماله باستخدام مستوى القوة المضمن فيها. يتم بعد ذلك تحرير إبرة البوصلة باستخدام الزر الجانبي، ويتم السماح لها بالدوران حتى يؤدي إجراء التخميد (ممتاز) إلى إبطاء حركتها ثم تستقر. ويتم تحرير الزر الجانبي ثم تستقر الإبرة في مكانها بقوة، مما يسمح للمستخدم بعد ذلك بقراءة الاتجاه المقيس بسهولة. يقرأ المرء أولاً المقياس الذي يوضح الزاوية التي يتجه نحوها غطاء البوصلة، ثم بناءً على اللون الموضح (الأحمر أو الأسود) عند طرف إبرة البوصلة باللون المناظر. يتم بعد ذلك تسجيل البيانات (على سبيل المثال) 25 درجة و333 درجة (الانحدار واتجاه الانحدار) أو (الاندفاع واتجاه الاندفاع).
أكثر من يستخدم هذه البوصلة هم الجيولوجيون التركيبيون، لقياس طبقة رقيقة وتكون الخطوط في الصخور المتحولة أو الصدوع والوصلات في مناطق التعدين.

## البوصلات الرقمية
مع ظهور بوصلات آيفون التي تعتمد على مقياس المغناطيسية ثلاثي المحاور ومقياس السرعة ثلاثي المحاور بدأت أيضًا في الظهور. تستخدم بوصلة listerCompass جبر المتجه لتحديد اتجاه البوصلة في إطاري عمل: 1) ضرب الانحدار (باستخدام الاصطلاح الذي تبناه علم الزلازل لوصف ضرب وانحدار السطح العلوي للبوصلة، وانحدار المحور الطويل للبوصلة في هذا المستوى)؛ 2) محور الانعراج - محور الانحدار - محور الالتفاف (كما هو مستخدم بواسطة الطائرة لوصف العنوان والاندفاع والدوران). الطريقة الثانية هي الأفضل للخطوط (الخطوط التي تظهر على أسطح الصخور) بينما تعتبر الطريقة الأولى أكثر ملاءمة للطائرات. ميزة هذه الطريقة هي أن قياس واحد يكون كافيًا لوصف كل من الطبقات الرقيقة والخطوط.

## معرض صور

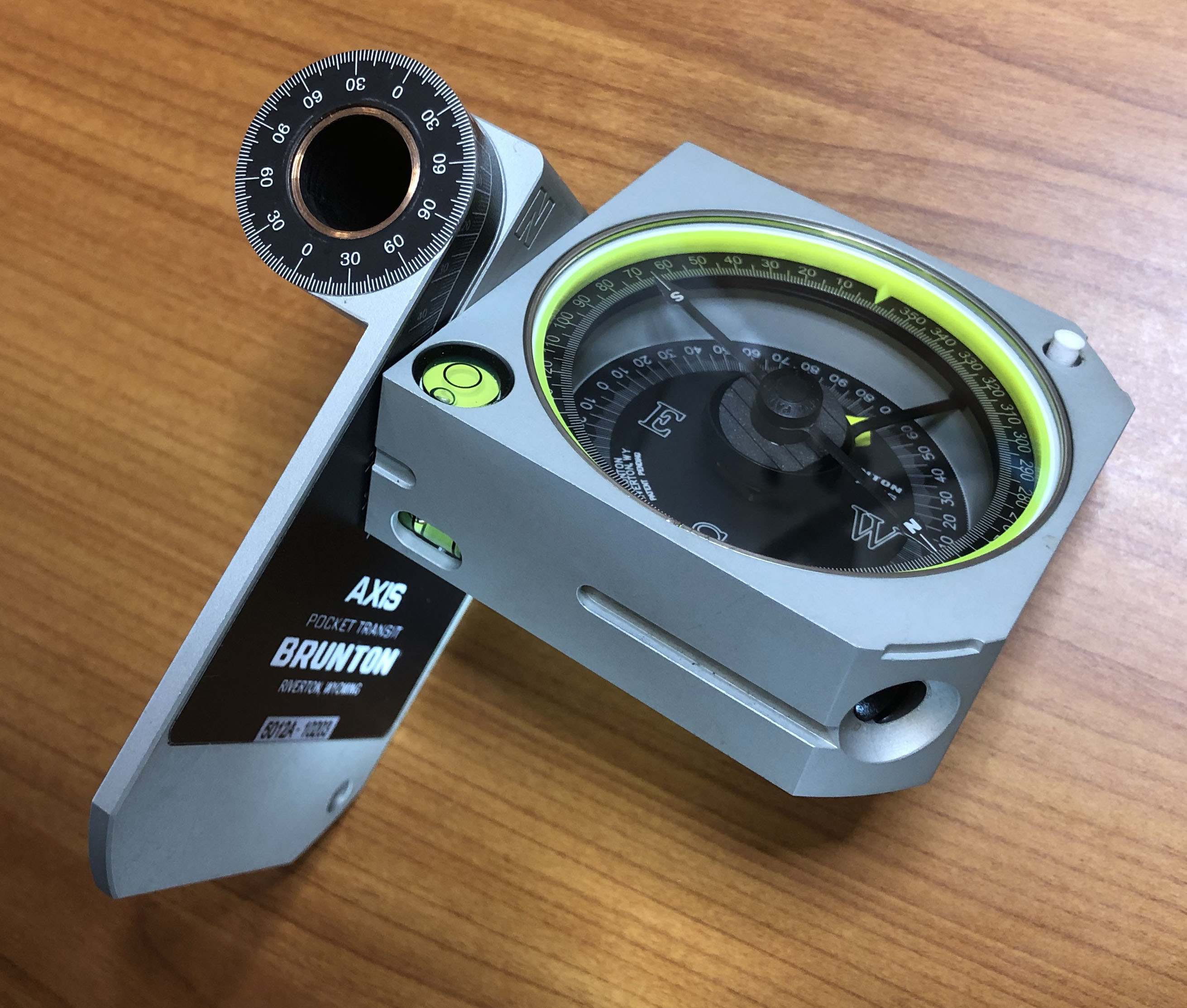